# 鄧肇堅維多利亞官立中學校友列表
本列表記錄鄧肇堅維多利亞官立中學的知名校友。 

### 商界
- 蘇樹輝：澳博控股行政總裁
- 莊紹綏：全國政協委員、莊士集團主席
- 王國強：香港科技大學榮譽大學院士、香港廣東社團總會主席、前九龍城區議會主席
- 伍達倫：前香港理工大學校董會副主席、 前僱員再培訓局主席
- 伍偉雄：新科實業有限公司主席
- 陳大倫：曾任美國通用汽車公司總經理、董事
- 陳華偉：香港測量師學會建築測量組前主席
- 麥炳球：金城營造集團執行董事、香港大學學電機及電子工程系榮譽首席講師

### 政界及公務員
- 鄺志堅：前立法會議員（勞工界）
- 蘇樹輝：第十一屆全國政協委員
- 鄔滿海，GBS：香港房屋協會主席、屋宇署前署長（1964年中五）[1]
- 陳裘大：房屋署前任總屋宇裝備工程師，香港著名男歌手陳奕迅之父
- 彭贊榮，SBS，JP：差餉物業估價署前署長（1964年中五）[1]
- 黎仕海：機電工程署前署長（1964年中五）[1]
- 黎偉雄：機電工程署前任總工程師
- 梁德輝：運輸署前助理署長[2]
- 鄧炳強：前香港警務處處長、保安局局長
- 蘇禮賢：香港警務處前副處長（管理）
- 鄭耀武：香港警務處前助理處長（行動）
- 陳吉輝：教育統籌局前任首席助理秘書長（行政）
- 黃偉雄：前政府土地工程測量員協會主席
- 潘兆初：高等法院首席法官兼上訴法庭庭長
- 周世傑：青年新政前發言人、維多利亞社區協會主席
- 黃台仰：本土民主前線前召集人
- 徐家傑：前香港廉政公署執行處副處長[3]

### 演藝界
- 盧巧音：著名歌手、演員
- 鄭秀文：香港樂壇天后、金像獎影后（1988年中五）
- 姜濤：香港男子組合MIRROR成員、ViuTV真人秀節目《Good Night Show 全民造星》冠軍，歌手、演員（中三肄業）
- 葉揚堃: ViuTV真人秀節目《Good Night Show 全民造星》第一季參賽者及第四季剪輯師、導演、歌手、演員、設計師，現於MOMA MEDIA LIMITED擔任創作人。
- 樂仕：前香港商業電台唱片騎師兼演唱會主辦人
- 鍾達茵（Pam Chung）：香港女和音歌手，為ViuTV音樂節目《Chill Club》常駐和音歌手。
- Blitzchung：香港著名電競選手，因在接受訪問時戴著面罩和口罩抗議香港實施《禁蒙面法》並說出「光復香港，時代革命」言論。在10月8日，暴雪爐石戰記官網以違反賽事規章為由，剝奪Blitzchung 12個月比賽資格，自大師職業賽除名，並取消其於第二賽季所獲之獎金，以及終止與當日兩位賽事評論員之合作，相關事件引起國際關注。
- 泰倫斯：ViuTV真人秀節目《全民造星III》參賽者
- 姜咏鑫（Ada仔）：ViuTV真人秀節目《全民造星IV》20強（2019年中六)，香港女子組合VIVA成員[4]
- 井川龍一：ViuTV原創劇《太平紋身店》飾演北村真一(少年)

### 學術及文化界
- 鄧澤賢：香港理工大學工業及系統工程學系教授
- 張學明：香港中文大學歷史系教授，前香港中文大學歷史系副系主任
- 陳錫僑：聖若瑟大學科學及環境研究所榮譽教授
- 嚴志明：香港設計中心主席、香港理工大學設計學院顧問團主席、香港理工大學設計學院客席教授（產品設計）、創新及科技基金科技券計劃委員會前主席、香港設計委員會名譽主席、香港傢俬裝飾廠商總會榮譽主席、香港出口信用保險局前主席、香港工業總會前副主席以及職業訓練局前副主席
- 米耀榮：澳大利亞華裔材料科學與斷裂力學專家，畢業於香港大學工程學院，1969年獲學士學位，1972年獲博士學位。此後赴美國密西根大學、英國倫敦帝國學院從事博士後研究。1976年起任教於雪梨大學。1990年出任雪梨大學工學院副院長
- 黃杰波：香港理工大學電機工程系前任系主任
- 勞虔基：職業訓練局高級副執行幹事，香港專業教育學院青衣分校前任院長
- 張健波：《明報》前總編輯
- 曹景鈞：香港中文大學政治與行政學系客座教授
- 黃燕鑑：香港理工大學工業及系統工程學系前任講師
- 胡錦生：香港中文大學前內科講座教授兼心臟科專科醫生、現任香港中文大學未來城市研究所客座教授
- 李錫勳：香港生產力促進局前任副總裁（主理產品發展）、香港科技學院製造工程系前任系主任
- 袁國培：《信報》副總編輯
- 許智文：香港理工大學建築及房地產學系教授，該系副系主任。現時為上訴審裁團(《建築物條例》)成員、香港房屋協會監事會委員及市建局董事會非執行董事。
- 陳建成：香港中文大學化學系榮休教授
- 陳冠男：中大文物館助理研究主任（書畫）
- 楊穎宇：前香港考試及評核局評核發展部經理
- 陳光耀：香港知專設計學院建築、室內及產品設計學系系主任[5]
- 沈俊明：前香港大學電機電子工程系教授，著名學者沈旭暉父親。

### 教育界
- 林華煦：前政府教育人員職工會成員（前身為官立學校非學位教師職工會，又稱「官非會」），曾任該會會長。在1972年文憑教師事件中，代表該會參與十三教育團體聯合秘書處（簡稱「聯秘處」)，領導教師行動，並同時出任秘書處副主席，司徒華則任主席。1976年-1993年在鄧肇堅維多利亞官立中學任教。
- 李國佳：金文泰中學前校長
- 王燕振：賽馬會官立中學前校長
- 陳祥偉：皇仁書院校長、伊利沙伯中學前校長
- 陳狄安：香港英華書院校長、前港青基信書院校長[6]
- 范誠忠：前中華基督教會基華小學校長（1962年中五）[7]
- 黃珏浩：鄧肇堅維多利亞官立中學英文教師

### 醫學界
- 岑思勁：香港聖約翰救傷隊牙科總區總監督醫生

### 體育界
- 程愛祖：國際足球總會助理球証
- 蘇寶生：香港著名業餘拳擊選手
- 陸嘉榮：已故香港足球員，曾入選香港足球代表隊，司職守門員
- 仇多明：前香港單車運動員
- 張憙廷：理文球員

### 其他
- 容建文：香港童軍總會名譽總監、前副香港總監（管理）、前助理香港總監（產業）、灣仔區前區總監；港島童軍60旅教練員、前副旅長；助理工程策劃總監(西九文化區)，土木工程拓展署前總工程師
- 湯偉鵬：產品設計師，曾設計特別郵票「皇仁書院150周年校慶」郵票(2012年3月27日)、「中國恐龍」(2014年2月20日)、「終審法院」(2015年9月30日)、「粵港澳大灣區發展」(2022年2月18日)
- 游寶榮：前香港賽馬會執行總監（1962年中五）[8]